# 欧申布里兹
欧申布里兹（英語：Ocean Breeze）是美国佛罗里达州馬丁縣下属的一座城镇。建立于1960年。面积约为0.5平方公里（约合0.2平方英里）。根据2010年美国人口普查，该市有人口467人。论人口在本州排行第371。